# Шоде, Поль
Поль Шоде (фр. Paul Chaudet; 17 ноября 1904, Риваз — 7 августа 1977, Лозанна) — швейцарский политик, президент.

## Биография
Поль Шоде, после обучения в школе в Лозанне (1918—1920), работал на виноградниках своего отца. В 1937 году он был избран мэром родной деревни Ривас, и занимал эту должность до 1943 года, и затем снова с 1945 по 1946 год. В 1937—1942 годах был членом Большого совета (парламента) кантона Во, где он представлял не только Радикально-демократическую партию но и виноделов кантона. С 1943 по 1954 год Шоде избирался в Национальный совет Швейцарии. В то же время с 1946 года он был членом Кантонального совета (правительства) Во, где возглавлял сначала департамент юстиции и полиции (1946—1947), затем департамент экономики (1948—1954), а в 1949 году был президентом совета. В 1954 году избран в Федеральный совет (правительство) Швейцарии.
- 1 января — 31 декабря 1949 года — президент Кантонального совета Во.
- 16 декабря 1954 — 28 ноября 1966 — член Федерального совета Швейцарии.
- 1 января 1955 — 31 декабря 1966 — начальник военного департамента.
- 1958, 1961 — вице-президент Швейцарии.
- 1959, 1962 — президент Швейцарии.

Во время его пребывания в должности начальника военного департамента произошёл скандал из-за большого перерасхода средств на закупку новых истребителей «Мираж». Шоде был обвинён в грубой небрежности, после чего в конце 1966 года он подал в отставку.
После отставки он был членом нескольких международных организаций (в том числе ФАО и «Дети мира») и возглавлял Швейцарский народный банк в 1974—1977 годах.